# Sanmarinska lira
Sanmarinska lira, ISO 4217: SML je bila službeno sredstvo plaćanja u San Marinu. Bila je vezana uz talijansku liru, označavala se simbolom ₤, a dijelila se na 100 centezima.
Sanmarinska lira je uvedena 1860. godine, a zamijenjena je eurom 2002. u omjeru 1 euro = 1936,27 lira.
U optjecaju su bile kovanice od 10, 20, 50, 100, 200, 500 i 1000 lira.